# Clavering
Clavering is een civil parish in het bestuurlijke gebied Uttlesford, in het Engelse graafschap Essex.

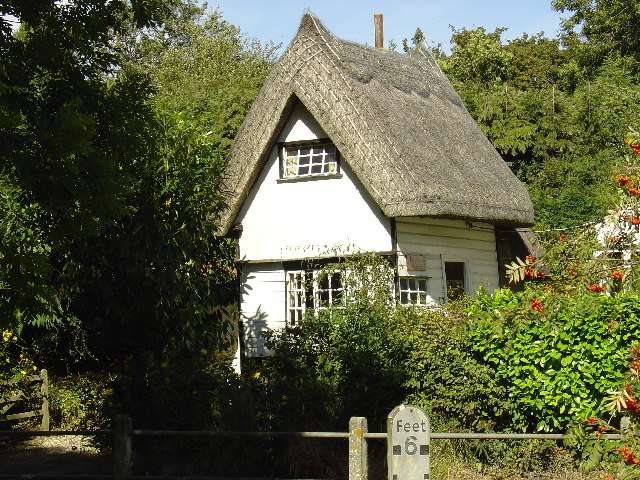
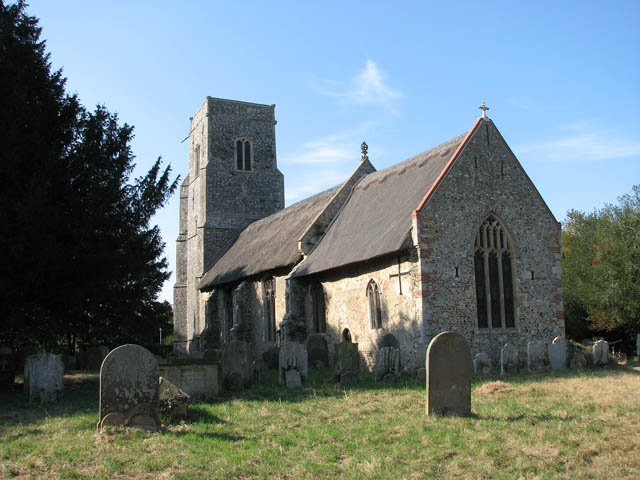

## Geboren in Clavering
- Jamie Oliver (27 mei 1975), chef-kok (The Naked Chef)